# Annibal de Ceccano
Annibal de Ceccano ou Annibal Caetani de Ceccano (v.1282-1350), archevêque de Naples, cardinal au titre de Saint-Laurent in Lucina puis cardinal-évêque de Frascati (1327-1350).

## Biographie
Annibal était le fils du comte Bérard II de Ceccano et de Pena Caetani, sœur du cardinal Giacomo Stefaneschi. Venu à Paris, en 1308, pour faire ses études à la Sorbonne, il sortit de l’Université avec une maîtrise de théologie et un doctorat en droit canon.

### Une brillante carrière ecclésiastique
Son oncle se chargea de lui obtenir nombre de bénéfices avec dispense de résidence, ce qui lui permit d’être chanoine de chapitres cathédraux à Ferentino, Veroli, Alatri, Braga, Viseu, Arras, Reims et Paris. Il reçut le diaconat en 1318 et devint proviseur de la Sorbonne deux ans plus tard.
En 1323, il fut fait chanoine de la basilique Saint-Pierre de Rome. Placé sur le siège archiépiscopal de Naples par Jean XXII, le 5 mai 1326, il dut être ordonné prêtre le 1er juin. À la fin de l’année 1326, il eut l’honneur d’être nommé chanoine et archidiacre de Beaune mais dut patienter dans sa résidence napolitaine encore un an.
Il arriva à Avignon pour recevoir la pourpre cardinalice des mains de Jean XXII lors du consistoire du 18 décembre 1327. Fait cardinal au titre de Saint-Laurent in Lucina, il devint cardinal-évêque de Frascati en 1333.

### Un prince de l’Église fastueux et opulent
Ce fut l'un des premiers cardinaux d'Avignon à posséder trois résidences. Outre sa Livrée avignonnaise, il possédait Gentilly et un Hôtel à Villeneuve-lès-Avignon.
Le cardinal de Ceccano se rendit célèbre en offrant à Clément VI le Magnifique un repas qui, grâce au récit d’un Florentin anonyme, est entré dans les annales de la gastronomie. Le 21 avril 1343, dans son palais de Gentilly, près de Sorgues, il régala le pape et sa suite avec neuf services de trois plats.
Au cours du repas se déroulèrent tournoi, combat à l’escrime et danses. Puis avant le service des vins de Beaune, de Saint-Pourçain, de la Rochelle et du Rhin, il fit présenter deux arbres, l’un d’argent avec pommes, poires et raisins ; l’autre vert, portant des fruits confits.

### Le cardinal-légat de Clément VI
Sous le pontificat du Magnifique, il fut chargé de plusieurs importantes légations. En 1342, en compagnie du cardinal Pierre des Prés, il tenta d’obtenir une trêve entre les rois de France et d’Angleterre. En 1347, il rejoignit Charles de Luxembourg, qui venait d’être élu empereur du Saint-Empire romain germanique en lieu et place de Louis de Bavière destitué par Clément VI.
Il revint à Naples, au cours de second trimestre 1348, en compagnie du cardinal Guy de Boulogne, pour tenter de mettre un terme au conflit entre la reine Jeanne et son cousin le roi Louis Ier de Hongrie qui voulait venger l’assassinat de son frère André.
Le pape l’envoya à nouveau en Italie le 15 janvier 1349. Dans un premier temps, le cardinal entreprit de délimiter les frontières entre les États pontificaux et la Lombardie des Visconti.
Puis il fut le légat pontifical lors du jubilé de Rome en 1350. Au cours de son pèlerinage aux quatre basiliques majeures, il manqua d’être tué par deux viretons d’arbalètes qui transpercèrent son chapeau cardinalice. Ce qui valut une excommunication à Cola di Rienzo désigné comme le commanditaire de l’attentat.

### Une mort suspecte
Annibal de Ceccano décéda, le 17 juillet 1350, au château Saint-Georges, près de Monte Cassino. Ses proches parlèrent aussitôt d’enherbement (empoisonnement). Son corps, embaumé et revêtu de froc des franciscains, fut transféré à Rome. Le cardinal fut inhumé en la chapelle des saints Laurent et Georges de la basilique Saint-Pierre dans la tombe de son oncle Stefaneschi.

### La Livrée d'Annibal de Ceccano à Avignon

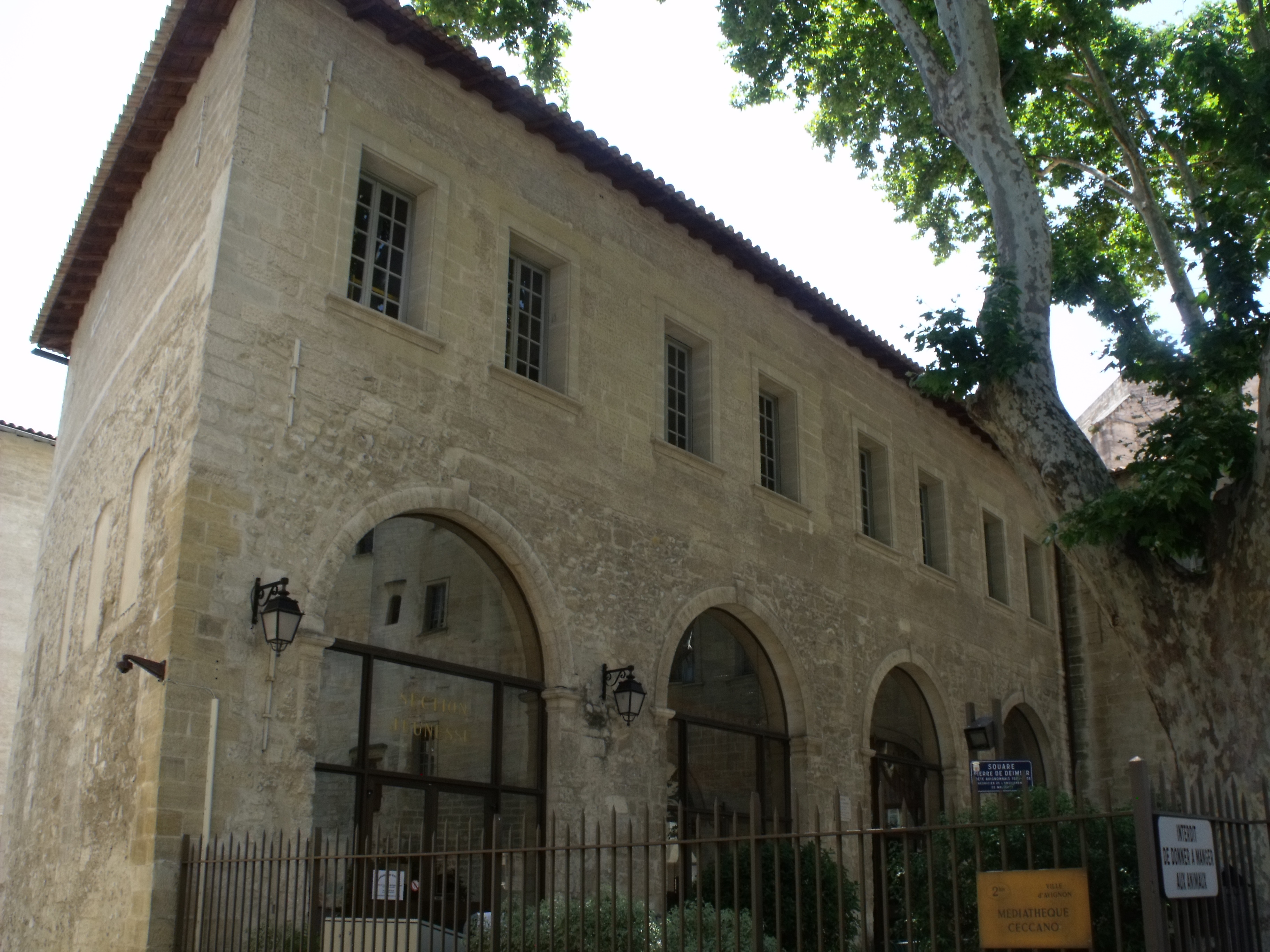
Livrée Annibal de Ceccano, actuelle Médiathèque Ceccano

Située dans le centre d’Avignon, près de la place Saint-Didier, c’est une des livrées cardinalices les mieux conservées. Lors de sa venue dans la cité papale en 1376, Catherine de Sienne et sa suite s’y installèrent.
Un collège y fut fondé dès 1564. L’astronome Athanase Kircher (1602-1680) fit construire son observatoire dans la tour. Après la Révolution, le collège fut transformé en caserne puis en lycée en 1810.
Une intelligente restauration a permis de retrouver sur les murs de la livrée les blasons armoriés frappés de l’aigle blanc des Ceccano et des fasces rouges et blanches supportant des petites lunes des Stefaneschi,. La bâtiment accueille depuis 1982 la médiathèque Ceccano, qui conserve un fonds patrimonial de plusieurs dizaines de milliers d'ouvrages anciens, estampes et dessins.
|  |  |  |